# Isuasphaera
Isuasphaera isua je označení pro nález sférických struktur izotopicky lehkého uhlíku v horninách na ostrově Akilia v oblasti Itsaq gneiss complex na západním pobřeží Grónska. Nález byl publikován v roce 1978 a interpretován jako pozůstatky jednobuněčných organismů, podobných dnešním kvasinkám. 
Jednalo by se o dosud nejstarší známý doklad života na Zemi z doby asi před 3850 miliony let, nález je však velmi kontroverzní a z velké části nebyl přijat. Podle některých odpůrců se jedná o mladší kontaminaci, další zpochybňují samotný biogenní původ zjištěných stop nebo správnou dataci hornin, které prošly v mladších obdobích silnou metamorfózou.